# Бостонский Блэки задержан по подозрению
«Бостонский Блэки задержан по подозрению» (англ. Boston Blackie Booked on Suspicion), также известен как «Задержан по подозрению» (англ. Booked on Suspicion) — детективный фильм с элементами комедии режиссёра Артура Дрейфусса, который вышел в прокат в 1945 году.
Это восьмой из четырнадцати фильмов студии Columbia Pictures о Бостонском Блэки, бывшем медвежатнике, вынужденном помогать полиции в раскрытии преступлений. Во всех этих фильмах роль Блэки сыграл Честер Моррис.
В этом фильме Бостонский Блэки, выступая в качестве аукциониста, успешно реализует ценное библиографическое издание «Записок Пиквикского клуба». Когда выясняется, что книга поддельная, сотрудница книжного магазина Глория Мейнард (Линн Меррик) хладнокровно убивает своего партнёра по преступному бизнесу, который изготовил подделку. Блэки бросается ловить преступников, но его арестовывает инспектор полиции Фаррадей (Ричард Лейн) по подозрению в похищении подлинной книги и в убийстве. Блэки удаётся вырваться на свободу, после чего он задерживает и с помощью хитрости заставляет сознаться в обоих преступлениях Глорию и её мужа-уголовника (Стив Кокран).
Фильм получил высокие оценки современной критики за умный и интересный сценарий, быстрый темп повествования и отличную игру актёрского состава.

## Сюжет
Эксцентричный миллионер Артур Мэнледер (Ллойд Корриган) покупает престижный магазин редких книг у престарелого Уилфреда Киттреджа (Джордж М. Карлтон), предлагая ему должность главного эксперта. Когда накануне важного аукциона врач категорически запрещает Киттреджу проводить его, Бостонский Блэки (Честер Моррис), давний друг Мэнледера, соглашается провести аукцион, выдав себя за Киттреджа. Тем временем «профессор» Портер Хэдли (Джордж Мидер) изготавливает на печатном станке поддельный экземпляр первого издания «Записок Пиквикского клуба» Чарльза Диккенса, который предполагается реализовать на аукционе. С помощью сотрудницы магазина Глории Мэннард (Линн Меррик) Блэки успешно проводит аукцион. Центральным лотом становится первое издание «Записок Пиквикского клуба», которое известный библиофил Александр Хармон (Дуглас Вуд) приобретает за 62 тысячи долларов. После завершения торгов организаторы аукциона направляют владельцу книги, профессору Хэдли чек на 50 тысяч долларов. На следующий день Хармон обнаруживает, что книга является подделкой, и сообщает о преступлении инспектору Фаррадею. Фаррадей приходит в книжный магазин, где заявляет Мэнледеру и Киттреджу (которого по-прежнему изображает Блэки), что подозревает в подлоге Бостонского Блэки. Увидев в магазине закадычного друга Блэки по прозвищу Коротышка (Джордж Э. Стоун), Фаррадей задерживает его. Глория по просьбе «Киттриджа» звонит в банк, выясняя, что рано утром Хэдли обналичил чек. Хармон возлагает ответственность за произошедшее на Мэнледера, и тот обязуется найти и вернуть деньги. Получив у Глории адрес Хэдли, Фаррадей направляется к нему, чтобы продолжить расследование. Мэнледер говорит Блэки, что готов покрыть убытки Хармона из личных средств, однако Блэки отвечает, что обязательно найдёт деньги.
Понимая, что Хэдли дал организаторам аукциона ложный адрес, Блэки находит в урне газету, в которую была завёрнута книга, и на газете читает адрес получателя. Приехав по этому адресу, Блэки встречает домохозяйку, которая утверждает, что никакой профессор Хэдли у неё в доме не живёт. Когда Блэки описывает профессора, домохозяйка догадывается, что речь идёт о Стивене Кебакке, который прожил несколько месяцев и сбежал сегодня утром, так и не расплатившись. По просьбе Блэки домохозяйка рассказывает, что к нему иногда заходила племянница, и после себя он оставил только несколько старых рубашек. Заметив на одной из рубашек бирку с номером, Блэки отправляется в прачечную, где, выдавая себя за инспектора Фаррадея, узнаёт, что Хэдли теперь проживает в компании Джонса по сносу домов «Глобус». После ухода Блэки, владелец прачечной, что-то заподозрив, звонит в полицейское управление Фаррадею.
Тем временем Глория приезжает в компанию Джонса, где в подвальном помещении находит Хэдли, который торопливо собирает вещи, намереваясь сбежать. Глория спрашивает, почему он не позвонил ей сразу после получения денег, как они договаривались, а затем достаёт пистолет и требует деньги. Когда профессор отдаёт Глории её долю в 25 тысяч, она заявляет, что забирает всё. В этот момент подъехавший к дому Блэки слышит выстрелы, и быстро спускаясь в подвал, он замечает, как из комнаты через другой выход кто-то только что незаметно ушёл. Затем он видит тело Хэдли и конверт с деньгами, который у сбежавшего застрял в дверном проёме. Блэки забирает конверт с наличными, а также подбирает с пола пистолет, из которого стреляла Глория. В этот момент появляются Фаррадей и сержант Мэтьюз (Фрэнк Салли), которые следили за Блэки после звонка из прачечной. Понимая, что улики свидетельствуют против него, Блэки не сопротивляется аресту. Вскоре на место преступления прибывает группа газетных репортёров. Воспользовавшись суетой со съёмками убитого и исследованием второго выхода из помещения, Блэки незаметно прячет коробку с фотопластинами в стол. Когда полицейский фотограф уходит за запасными пластинами, Блэки выдаёт себя за фотографа, и, накрывшись накидкой, передвигает камеру к выходу, а затем сбегает по лестнице.
Тем временем Глория приезжает домой к своему мужу-медвежатнику Джеку Хиггинсу (Стив Кокран), который находится в бегах после нарушения условий условно-досрочного освобождения. Пара рассчитывала сбежать и жить на украденные деньги, однако после убийства Стива и потери конверта планы придётся поменять. Так как полиция подозревает Блэки как в краже денег, так и в убийстве Стива, а об участии Глории в этих делах никому не известно, она решает по-прежнему ходить на работу и ждать своего случая.
Рассчитывая, что Коротышка выведет полицию на Блэки, Фаррадей освобождает его из-под стражи. В книжном магазине Блэки, снова маскируясь под Киттреджа, не подозревая об участии Глории, рассказывает ей о происшедшем и показывает ей деньги, а затем прячет их в коробку, замаскированную под книгу. Вслед за Коротышкой в магазине появляются Фаррадей и Мэтьюз, от которых «Киттредж» требует искать настоящего вора и убийцу, а Коротышку не выпускать на свободу. После ухода полицейских Блэки в присутствии Глории прячет коробку в магазинный сейф. Той же ночью Глория вместе с мужем приезжают в магазин, чтобы ограбить сейф, но их отпугивает появление Блэки и Мэнледера. Заметив, что шторы задернуты, Блэки понимает, что кто-то уже приходил за деньгами. Он велит Мэнледеру спрятать деньги в свой банковский сейф, а сам кладет конверт с чистой бумагой в офисный сейф. Блэки говорит, что не знает имени преступника, но уверен, что он вернётся снова. Дома встревоженный Джек предлагает Глории бросить это дело, однако она полна решимости довести его до конца.
На следующий день в магазине, когда Блэки открывает офисный сейф, чтобы достать несколько редких книг, Глория незаметно подменяет конверт. Дома пара обнаруживает в конверте чистые листки бумаги, после чего Глория поручает Джеку отправить Блэки записку с приглашением встретиться для переговоров в кафе. В кафе Джек в тёмных очках и с накладными усами, назвав Блэки «мистером Киттреджем», требует отдать ему деньги. В противном случае он угрожает сдать Блэки властям, и тогда того казнят за убийство. Однако Блэки уже догадался, кто такой Джек, всю криминальную биографию которого он хорошо знает. Они договариваются разделить деньги пополам, и Джек оставляет адрес, куда Блэки должен привезти его долю. Перед расставанием Блэки спрашивает Джека о жене, но тот делает вид, что она образованная женщина и к их делам не имеет отношения. Выяснив в библиотечном справочнике, что Глория закончила колледж, Блэки начинает подозревать её. Вернувшись в магазин, он на глазах у Глории достаёт с полки книгу, вынимает из неё конверт и заявляет, что направляется на встречу с Джеком, о чём Глория немедленно информирует своего мужа. Когда в книжном магазине появляется Коротышка рассказывая Глории, что 50 тысяч долларов находятся в сейфе Мэнледера, которые тот собирается отнести в банк, она понимает, что Блэки обманывает их, и сообщает об этом Джеку.
Тем временем Фаррадей обнаруживает, что Киттредж уже несколько дней прикован к постели, догадываясь, что Блэки маскировался под Киттреджа. Перед отъездом на встречу с Джеком Блэки посылает Мэнледеру с курьером письмо, в котором просит его отправить Фаррадея по адресу его встречи с Джеком, если он не даст о себе знать к тому времени, когда Мэнледер получит его сообщение. Когда Блэки приходит на встречу, Джек встречает его с пистолетом и приказывает своему сообщнику Дизу (Джордж Ллойд) связать Блэки и охранять его. Сам Джек тем временем направляется за деньгами, которые планирует выкрасть из сейфа Мэнледера. После ухода Джека, Блэки, видя в каком сонном состоянии пребывает Диз, окончательно усыпляет его колыбельной, а затем развязывается и убегает. Тем временем Мэнледер звонит в полицию, попадая на Мэтьюза, который решает сам разобраться с этим делом. Однако на дороге он не замечает машину Блэки, и тот проезжает мимо него.
Глория и Джек проникают в квартиру Мэнледера в поисках сейфа. Вскоре, когда там появляется Блэки, Глория направляет на него пистолет. Услышав звук сирен приближающихся полицейских машин, Глория выпроваживает Джека через заднюю дверь. Вскоре после этого прибывает Фаррадей, намереваясь арестовать Блэки. Глория рассказывает инспектору, что заподозрила, что кто-то выдаёт себя за Киттреджа, и взяв в магазине оружие, решила проследить за ним. В итоге оказалась в квартире Мэнледера в компании Блэки. В коридоре Блэки удаётся в очередной раз сбежать от Фаррадея, спустившись в мусоропровод, а затем переодевшись уборщиком помещения. Разыскав своих приятелей у мусоропровода, Блэки забирает Коротышку с собой, а Мэнледеру поручает задержать Глорию в своей квартире. Они подъезжают к дому Глории, где задерживают приготовившегося бежать Джека, связывают его и запирают в шкаф вместе с Коротышкой, после чего звонят Фаррадею и сообщают ему адрес квартиры.
Когда в квартиру заходит Глория, Блэки, угрожая ей оружием, требует, чтобы она написала признание. Когда Глория не верит, что он может её застрелить, Блэки открывает шкаф и стреляет в связанного Джека. В этот момент спрятавшийся Коротышка бьёт Джека по голове, и тот падает как убитый. Эта сцена убеждает Глорию, что Блэки убьёт её, если она не напишет признание. Пока Блэки диктует Глории текст признания, а затем забирает его в карман, оставленный без внимания Джек приходит в себя, развязывается, достаёт из шкафа пистолет и наставляет его на Блэки. По требованию Глории, Блэки достаёт из кармана листок бумаги и передаёт ей. Затем Блэки удаётся отвлечь внимание Джека, и он хватается за его оружие, после чего начинается драка, что позволяет Глории сжечь полученный от Блэки листок. В этот момент в квартиру врывается Фаррадей с группой полицейских. Узнав в Джеке сбежавшего заключенного, инспектор арестовывает его. Затем Блэки говорит инспектору, что он должен арестовать не его, а Глорию, которая убила Кабакку и подписала признание. Он достаёт из кармана листок и передаёт его инспектору. На листке ничего не написано, но, не зная об этом, Глория невольно восклицает, что убила Кабакку, потому что он был предателем. Фаррадей видит чистый лист, но получает устное признание. Глорию уводят, а инспектор и Блэки радуются раскрытию очередного совместного дела.

## В ролях
- Честер Моррис — Бостонский Блэки
- Линн Меррик — Констанс Глория Мэннард / Глория Хиггинс
- Ричард Лейн — инспектор Фаррадэй
- Фрэнк Салли — сержант Мэтьюз
- Стив Кокран — Джек Хиггинс
- Джордж Э. Стоун — Коротышка
- Ллойд Корриган — Артур Мэнледер

## Создатели фильма и исполнители главных ролей
Выходец из Германии, Артур Дрейфусс работал сначала хореографом в Нью-Йорке, а в 1930 году перебрался в Голливуд, где с 1939 по 1968 год поставил 45 полнометражных фильмов категории В, специализируясь главным образом на музыкальных комедиях и триллерах. К числу его режиссёрских работ относятся картины «Свидание Бостонского Блэки» (1945), «Весёлая сеньорита» (1945), «Маленькая мисс Бродвей» (1947), «Я сдаюсь, дорогая» (1948), «Чудной парень» (1962) и «Бунт на Сансет-стрип» (1967).
В этом фильме Честер Моррис в восьмой раз сыграл роль Бостонского Блэки, его постоянными партнёрами по киносериалу были Джордж Э. Стоун в роли друга и помощника по прозвищу Коротышка, Ричард Лейн в роли инспектора полиции Фаррадэя и Ллойд Корриган в роли эксцентричного миллионера и друга Блэки по имени Артур Мэнледер.
Линн Меррик, исполнившая главную женскую роль, сыграла в таких фильмах, как «Самое странное дело Криминального доктора» (1943), «Голос Свистуна» (1945), «Бостонский Блэки на волоске от провала» (1946), «С небес на землю» (1947) и «Я люблю трудности» (1948), после чего в 30-летнем возрасте фактически завершила кинокарьеру.
Это была первая картина Стива Кокрана на студии Columbia Pictures, которая делила его контракт с продюсерской компанией Сэмюэла Голдвина Samuel Goldwyn Productions, Inc. В дальнейшем Кокран сделал себе имя ролями в криминальных драмах и фильмах нуар, таких как «Погоня» (1946), «Белое каление» (1949), «Проклятые не плачут» (1950), «Шоссе 301» (1950), «Штормовое предупреждение» (1951), «Завтра будет новый день» (1951) и «Личный ад 36» (1954). В 1957 году он сыграл главную роль в драме Микеланджело Антониони «Крик» (1957).

## История создания фильма
Фильм находился в производстве с 23 января по 8 февраля 1945 года и вышел на экраны 10 мая 1945 года.

## Оценка фильма критикой
Фильм положительно характеризуется современными киноведами. Так, историк кино Рон Беккер отметил, что «это настоящий детектив» со сложной историей и неожиданными сюжетными поворотами. «У повествования хороший темп, оно всегда движется вперёд и редко увязает в комедии». По словам Беккера, в этом фильме «зрителям приятно наблюдать за уникальным и умным типом преступления, а не за обычными для сериала похищениями драгоценностей или денег». Критик также отмечает, что «между Блэки и Фаррадеем снова установилось хорошее взаимопонимание и завязывается умный диалог». По словам Беккера, «это быстро развивающийся фильм, в котором Блэки проводит умное расследование на фоне истории с интересным сюжетным поворотом. Добавьте немного лёгкого юмора,… и в результате получится один из лучших фильмов в продолжительном сериале».
Историк кино Джин Блоттнер отметил, это «ещё один хороший детектив о Бостонском Блэки с восхитительной игрой в кошки-мышки между Моррисом и Линн Меррик. Меррик смотрится круто в роли роковой женщины». Кинокритики Джей Роберт Неш и Стэнли Ральф Росс также отметили, что «Меррик добавляет интереса этому приключению». По мнению историка кино Хэла Эриксона, «этот фильм значительно превзошёл уровень фильмов категории В и, несомненно, стал лучшим в сериале Columbia Pictures о Бостонском Блэки».
Как написал киновед Деннис Шварц, «Артур Дрейфусс является режиссёром этой единственной достойной работы в продолжительном сериале о Бостонском Блэки. Несмотря на всю свою глупость и невероятные моменты, он умудряется вызвать смех благодаря приятной и беззаботной актёрской игре».
Историк кино Ким Ньюман отметил, что у фильма «редкое умное название», так как «у большинства других фильмов о Бостонском Блэки бессмысленные и/или взаимозаменяемые названия». Кроме того, фильм, «наконец, отходит от драгоценностей и наличных денег и обращает внимание на другой тип ценных предметов и, таким образом, вписывается в крошечную категорию библиофильских детективов», к которой относятся такие картины, как «Тайна замка» (1934), «Тихо, пожалуйста: убийство» (1942) и даже «Большой сон» (1946). Ньюман также обращает внимание, что «в большинстве фильмов сериала о Бостонском Блэки привлекательные актрисы играют главным образом симпатичных жён или сестёр несправедливо обиженных, которые умоляют Блэки помочь». Однако в данном случае Меррик играет «привлекательно-мягкую роковую героиню и необычного антагониста в сериале, в котором, как правило, фигурируют типичные преступные рожи».